# Channel Classics Records
Dit overzicht is mogelijk incompleet; u kunt helpen door het uit te breiden.
Channel Classics Records is een Nederlands platenlabel dat gespecialiseerd is in klassieke muziek. Directeur, producer en opnametechnicus is C. Jared Sacks. Hij is opgegroeid in Boston in de Amerikaanse staat Massachusetts. Zijn opleiding genoot hij op het  Oberlin Conservatory en het Sweelinck Conservatorium in Amsterdam. Met 15 jaar ervaring als hoornist besloot Jared in 1987 van zijn hobby, muziekopnames maken, zijn beroep te maken. Het label begon in 1990 en werd genoemd naar de straat waar hij destijds woonde, de Kanaalstraat in Amsterdam.
Jared en zijn vrouw Lydi Groenewegen en een groep assistenten werken nauw samen met distributeurs in 37 landen bij de promotie van de opgenomen artiesten en verspreiding van de cd's.

## Bekende artiesten
- Gary Cooper en Rachel Podger